# Menno (Dakota del Sud)
Menno è un comune degli Stati Uniti d'America, situato in Dakota del Sud, nella contea di Hutchinson.